# Елена Джурке
Елена Джурке (11 січня 1946 — вересень 2013) — румунська академічна веслувальниця.
Бронзова призерка Олімпійських Ігор 1976 року в складі парної четвірки, учасниця 1980 року.
Срібна призерка Чемпіонату світу 1974, 1977 років у складі парної четвірки, бронзова призерка 1977 року в складі розпашної четвірки зі стерновою.
Бронзова призерка Чемпіонату Європи 1969 року в складі вісімки.